# الفرعة (الطيال)

تعديل مصدري - تعديل

الفرعة هي إحدى قرى عزلة بني جبر بمديرية الطيال التابعة لمحافظة صنعاء، بلغ تعداد سكانها 135 نسمة حسب تعداد اليمن لعام 2004.